# Slag bij Les Avins

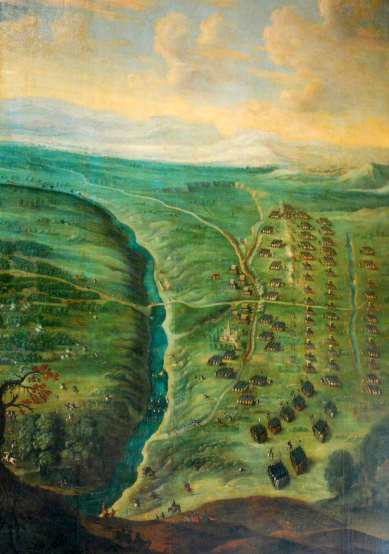
De slag bij Les Avins, 17e-eeuws schilderij

De slag bij Les Avins  of slag bij Avein vond plaats op 20 mei 1635 tussen een Frans en een Spaans leger. Het was een van de eerste wapenfeiten van de Frans-Spaanse Oorlog (1635-1659). Een Frans leger was de Spaanse Nederlanden en het prinsbisdom Luik binnengetrokken en versloeg de Spanjaarden en Zuid-Nederlanders bij Les Avins, ten zuiden van Hoei.
De Republiek en Frankrijk hadden in februari 1635 een verbond gesloten om langs twee kanten de Spaanse Nederlanden binnen te vallen en onder elkaar te verdelen. In mei trok een Frans leger, aangevoerd door Urbain de Maillé-Brézé en Gaspard III de Coligny naar het noorden om aan te sluiten met het Staatse leger nabij Maastricht. Hiervoor moesten ze door het prinsbisdom Luik trekken. Een Spaans-Zuid-Nederlands leger onder leiding van Thomas Frans van Savoye-Carignano wachtte de invallers op bij Les Avins. De Fransen waren talrijker: zij beschikten over 27.000 soldaten terwijl het Spaans-Zuid-Nederlands leger maar 7.000 manschappen telde. Die bestonden uit Spanjaarden, Italianen, Lotharingers, Duitsers en een contingent van 860 Walen. De cavalerie werd aangevoerd door Charles-Albert de Longueval, graaf van Bucquoy.
Omdat het Spaans-Zuid-Nederlands leger sterk in de minderheid was, werd besloten tot een georganiseerde aftocht. Twee frontale aanvallen, de eerste door de Franse cavalerie, de tweede door de infanterie, werden afgeslagen met behulp van de Spaanse en Italiaanse artillerie. De volgende Franse aanvallen zorgden er echter voor dat de verdedigers op de vlucht sloegen en de Franse de overwinning behaalden. In het Spaanse leger vielen ongeveer 2.000 doden, naast talrijke gewonden en de vele soldaten die krijgsgevangen werden gemaakt.
De Fransen slaagden erin zich te verenigen met het Staatse leger onder Frederik Hendrik, maar daarna liep het offensief al snel vast.